# Prefektura apostolska Weihai
Prefektura apostolska Weihai/Weihaiwei (łac. Praefectura Apostolica Veihaiveiensis, chiń. 天主教威海卫监牧区) – rzymskokatolicka prefektura apostolska ze stolicą w Weihai, w prowincji Szantung, w Chińskiej Republice Ludowej.
Używana jest również nazwa prefektura apostolska Weihaiwei od obowiązującej do 1949 nazwy Weihai. Po 1949 Stolica Apostolska nie ma możliwości zmian administracyjnych w Kościele w Chińskiej Republice Ludowej więc de iure nigdy nie zmieniono tej nazwy na aktualną.
Prefektura nie istnieje w strukturach Patriotycznego Stowarzyszenia Katolików Chińskich, które połączyło ją z diecezją Yantai.

## Historia
18 czerwca 1931 z mocy decyzji Piusa XI wyrażonej w brewe Litteris Apostolicis erygowano misję sui iuris Weihaiwei. Dotychczas wierni z tych terenów należeli do wikariatu apostolskiego Czyfu (obecnie diecezja Yantai). 9 lutego 1938 podniesiono ją do rangi prefektury apostolskiej.
Z 1950 pochodzą ostatnie pełne, oficjalne kościelne statystyki. Prefektura apostolska Weihaiwei liczyła wtedy:
- 4 150 wiernych (0,1% społeczeństwa)
- 6 kapłanów (wszyscy zakonni)
- 2 siostry zakonne.

Od zwycięstwa komunistów w chińskiej wojnie domowej w 1949 prefektura apostolska, podobnie jak cały prześladowany Kościół katolicki w Chinach, nie może normalnie działać. Prefekt apostolski o. Edward Gabriel Quint OFM został aresztowany w 1951. Po 32-miesięcznym pobycie w więzieniu został wydalony z kraju w 1954. Brak jest informacji o jego następcy zarówno z Kościoła podziemnego jak i z Kościoła oficjalnego.

## Prefekci apostolscy
- Louis-Prosper Durand OFM[3]
  - superior (1932 - 1938)
  - prefekt apostolski (1938) następnie mianowany wikariuszem apostolskim Czyfu
- Cesario Stern OFM[4] (1939 - 1949)
- Edward Gabriel Quint OFM[4] (1950 - 1970) de facto aresztowany w 1951 i wydalony z komunistycznych Chin w 1954, nie miał po tym czasie realnej władzy w prefekturze[2]
- sede vacante (być może urząd prefekta sprawowali duchowni Kościoła podziemnego) (1970 - nadal)